# Крупецкое сельское поселение
Кру́пецкое сельское поселение — муниципальное образование в западной части Брасовского района Брянской области. Центр — деревня Крупец.
Образовано в результате проведения муниципальной реформы в 2005 году путём преобразования дореформенного Крупецкого сельсовета.

## Население
| 2010 | 2011 | 2012 | 2013 | 2014 | 2015 | 2016 | 2017 | 2018 |
| ---- | ---- | ---- | ---- | ---- | ---- | ---- | ---- | ---- |
| 916  | ↘914 | ↘893 | ↘880 | ↘857 | ↘836 | ↗837 | ↘827 | ↘798 |
| 2019 | 2020 | 2021 |      |      |      |      |      |      |
| ↘785 | ↘781 | ↘762 |      |      |      |      |      |      |

## Населённые пункты
| № | Населённый пункт | Тип     | Население |
| - | ---------------- | ------- | --------- |
| 1 | Коммуна «Пчела»  | посёлок | ↘216      |
| 2 | Крупец           | деревня | ↘582      |
| 3 | Тарасовка        | деревня | ↘7        |
| 4 | Холмецкий Хутор  | село    | ↗48       |
| 5 | Холмечь          | деревня | ↘24       |
| 6 | Шемякино         | деревня | ↘3        |